# Umělý kámen
Umělý kámen je označení používané pro materiál zhotovený z písku nebo nadrcené směsi kameniva spojené pojivem (pryskyřice, cement) smíchané s dalšími vhodnými přísadami (např. pigmenty, sklo, zrcadla).
Takto vyrobená deskovina (jinak také technický kámen či tvrzený kámen nebo konglomerovaný kámen) má široké využití v interiérech a exteriérech. Lze ji upravit na kuchyňské a koupelnové desky, dlažby, obklady stěn, apod.
Druhý význam může představovat obložení, imitující přírodní kámen. Jedná se o obklady určené pro obkládání svislých stěn, ať už v rámci interiérových dekorací, tak i pro obložení fasády, plotů, opěrných zdí a podobně. Výrobky z umělého kamene svou kvalitou a zpracováním málokdy dosahují vzhledu a technických parametrů přírodního kamene, přičemž cenově je umělý kámen srovnatelný s kamenem přírodním.
Umělý kámen se také používá při restaurování sochařských a architektonických památek.

## Historie
Prvním materiálem tohoto typu v České republice byl Technistone, vyrobený v roce 1992 v Hradci Králové ryze českou společností. V dnešní době vyrábí materiály tohoto typu řada společností na celém světě, největší centra výroby jsou v Evropě a Asii. Největší výrobci – Technistone (v ČR), Cosentino, Caesarstone, Cambria, Quarella a další.

### Obecné vlastnosti
- Výjimečná tvrdost – kompozitní materiál
- Odolnost vůči poškrábání, vysokým teplotám, chemikáliím, abrazi
- Vysoká odolnost vůči skvrnám (červené víno, káva, coca-cola, olej)
- Žádný růst bakterií
- Snadná údržba
- Osobní a originální designová řešení
- Jednotný povrch umožňující lehké napojení k dalším částem interiéru / exteriéru
- Snadné leštění, řezání a opracování

## Použití
Po opracování deskoviny z umělého kamene vzniká odolný povrch různých rozměrů, který je vhodný pro často namáhané plochy nebo plochy náročné na vysokou úroveň čistoty.

### Vhodná aplikace v interiéru
- Kuchyňské pracovní desky
- Barové pulty, recepční pulty
- Stoly
- Obklady stěn
- Umyvadla, sprchové kouty a koupelny
- Dlažby
- Parapety

### Vhodná aplikace v exteriéru
- Fasádní obložení
- Ploty
- Opěrné zídky
- Krby
- Zahradní doplňky

## Princip výroby
Umělý kámen se vyrábí odléváním betonové, případně sádrové směsi do pružných forem. Formy se získávají pomocí otisků, které jsou provedeny na různých typech kamenů v přírodě. Následně je do zhotovených forem vlévána speciální směs obohacená o další pojiva a aditiva zlepšující vlastnosti betonu (sádry). Po zatvrdnutí je výrobek zbaven formy, která je po očistění připravena na další výrobní proces. V této fázi mohou být výrobky z umělého kamene ještě ručně dobarvovány pro lepší estetický vzhled. Výrobky jsou následně vysušovány v sušičkách, které tak urychlí několikadenní proces zrání.

## Realizace z umělého kamene
- tzv. Králíčkova kubistická lampa